# بولدوق
بولدوق (به ترکی آذربایجانی: Bulduq) یک منطقه مسکونی در جمهوری آذربایجان است که در شهرستان صابرآباد واقع شده است. بولدوق ۱۷۹۷ نفر جمعیت دارد.

## دین
در مسجد جامع بولدوق یک هیئت مذهبی وجود دارد.

## آب و هوا
میزان بارش بولدوق در طی سال کم است. میانگین دما ۱۷.۳ درجه سانتی‌گراد و میانگین بارش ۳۲۸ میلی‌متر است.